# Programa Capricornio
El Programa Capricornio fue un programa gubernamental español para desarrollar un vehículo lanzador poniendo a disposición de la comunidad científica y de comunicaciones la posibilidad de realizar lanzamientos rápidos y a un precio razonable. Como parte de este se desarrollaron los cohetes INTA-100, INTA-300B, INTA-600, Argo y Capricornio, y se previó la construcción del Centro de Lanzamiento Espacial de La Isla de El Hierro. Se inició en el año 1990 por el INTA y se canceló en el 2000.

## Desarrollo
- Primera fase: desarrollo de motores sólidos utilizando los cohetes de sondeo INTA-100 y INTA-300, lanzados desde El Arenosillo en el sur de España.
- Segunda fase: lanzamiento de la segunda y tercera etapas de Capricornio, que recibirían el nombre de Argo (originalmente planeado para el invierno de 1998-99[3]).
- Tercera fase: primer lanzamiento del cohete Capricornio completo, que llevaría un microsatélite.

## Historia

### Introducción

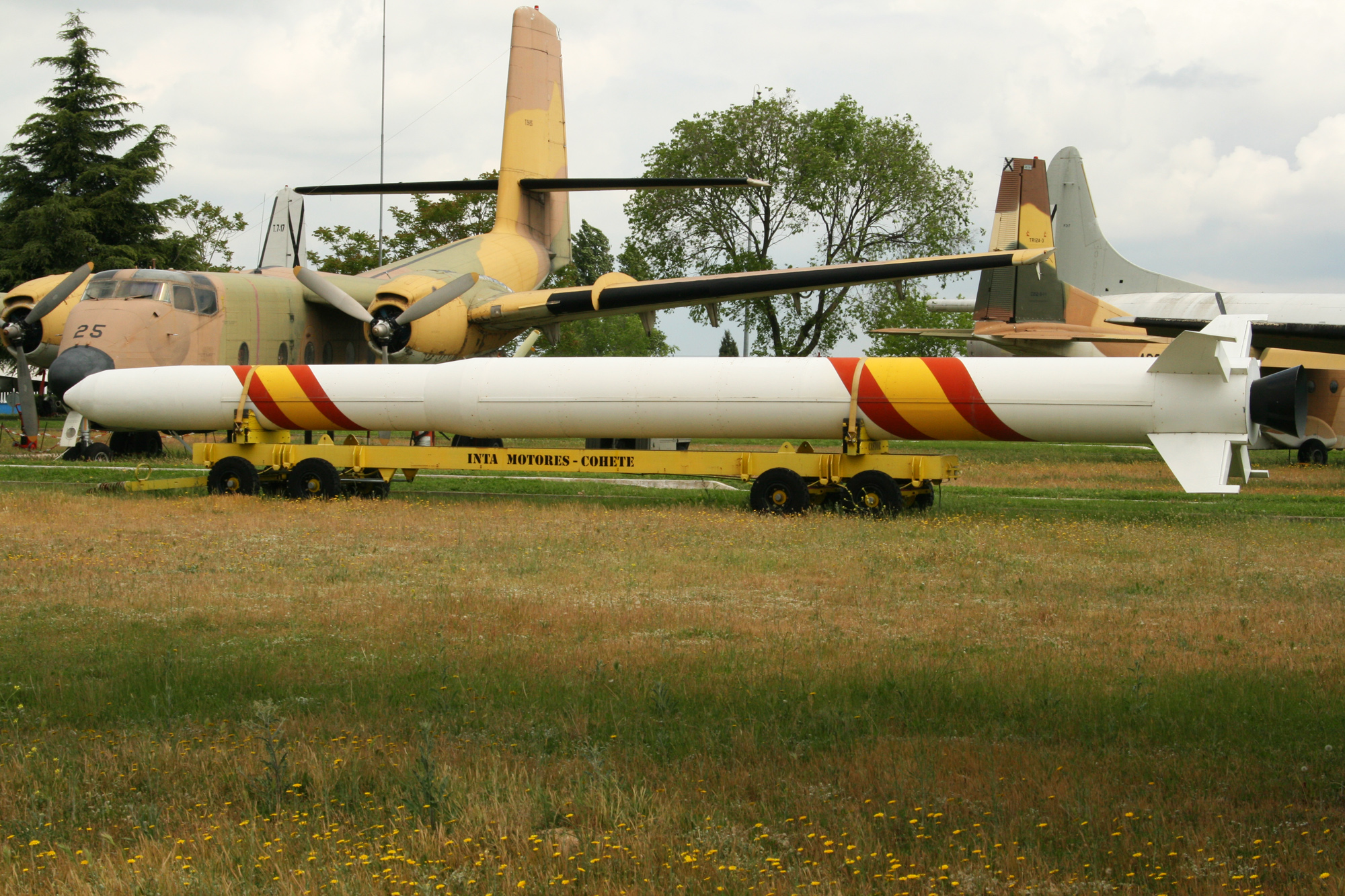
Maqueta de un cohete Capricornio.

Los primeros estudios referentes a un lanzador español se llevaron a cabo en el INTA en 1988, aunque en estos solo se analizaba la posibilidad de acometer un proyecto de estas características en España. Si bien el resultado era positivo, los primeros estudios serios se acometieron en 1990, cuando se realizó un estudio de viabilidad que conducía a un vehículo de cuatro etapas, con una capacidad de inyectar en órbita polar baja (600 km), un satélite de 50 kilogramos.
Como punto de lanzamiento se seleccionó la isla de El Hierro, por ser el único punto del territorio nacional desde el que podían obtenerse órbitas polares y sincrónicas al Sol. Sin embargo, ese mismo estudio ponía en evidencia las carencias existentes en España en el diseño y fabricación de  motores para cohete. De ello se deducía que era necesaria una colaboración conjunta en este campo, aunque el concepto y diseño general fuese nacional. Se pretendía que al menos uno de los motores fuese nacional, con el fin de perfeccionar la tecnología necesaria. En un futuro, se contemplaba la posibilidad de poder fabricar todos los motores en España, si bien en los vehículos de este tipo es común adquirir motores ya existentes o que precisen algunas modificaciones. Era también un objetivo colocar a la industria española en posición de ofrecer motores de propulsor sólido en el mercado europeo, ocupado casi exclusivamente por Francia, Italia y Alemania.

### Primera fase
En la primera de las tres fases estaba previsto que se mejorarían las instalaciones y se recuperaría parte de la experiencia adquirida años atrás en cohetes de sondeo atmosférico. El primero en desarrollarse fue el INTA-100, lanzado el 7 de abril de 1992. El INTA-300B, lanzado en 1993, era una modificación del INTA-300, lanzado en 1981. La siguiente fase sería La primero de ellos es la obtención de un cohete que sirviese de demostrador tecnológico, el INTA-600, capaz de alcanzar los 500 kilómetros de altitud con carga útil, que permita verificar las tecnologías básicas del Capricornio. La fase posterior y final es el diseño y desarrollo del lanzador Capricornio.

### El primerCapricornio

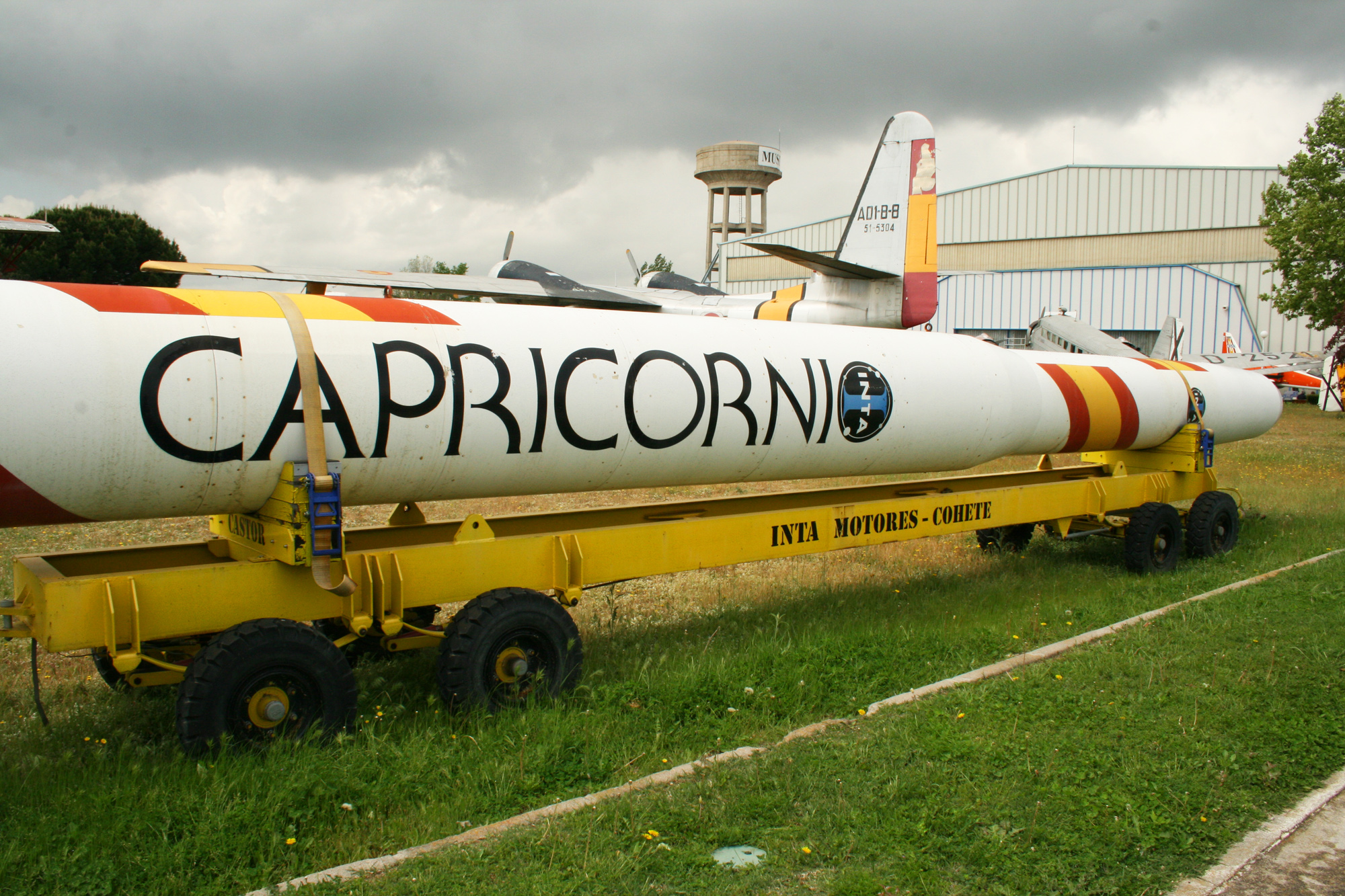
Maqueta de un cohete Capricornio.

El programa comenzó bajo la dirección de Ricardo Dorado, siendo Enrique Trillas el director del INTA. En los años 1991-1993 se formaron los equipos de trabajo y se analizaron varias configuraciones del vehículo, que pasó de las cuatro etapas iniciales a tres. Se estudió incluso que la tercera fuese de propergol líquido, lo cual ofrecía numerosas ventajas en cuanto a precisión y eficiencia; no obstante tenía como contrapartida la mayor complejidad, y un coste bastante más elevado que un motor de combustible sólido; además en España no se tenía ninguna experiencia en motores de propergoles líquidos. Como primera etapa, parecía casi forzado el motor Castor IV, de procedencia estadounidense, pues no se encontró otro en catálogo disponible. Para la tercera, además de la citada de combustible líquido, había varios motores candidatos, europeos y estadounidenses. La segunda sería la que se acometería en España; esta sería un motor espacial con todos sus requisitos y dado su tamaño moderado (unos 2000 kg), se podría abordar con las capacidades españolas.
Los análisis y estudios llevaron a una configuración final que arrojaba una masa total del vehículo de unas 14 toneladas, y una longitud de 13,5 metros. Los tres motores serían: el Castor IVB, el Rigel y el Star-30C, el primero y tercero estadounidense y el segundo, como se ha dicho, español. En paralelo se iniciaron las gestiones para construir una base de lanzamiento en la isla de El Hierro, el Centro de Lanzamiento Espacial de La Isla de El Hierro.
A finales de 1993, por diversas razones el INTA se planteó abandonar el programa. Es posible que en ello tuviese alguna influencia el Cóndor II, aunque nunca se consideró el empleo de este motor en el vehículo, ya que dadas sus características de booster militar no servía ni como primera etapa ni como segunda.

### El demostradorArgo
En esas circunstancias y dado todo el trabajo realizado, el INTA decidió introducir un vehículo demostrador y posponer unos años el vehículo lanzador. Ese demostrador recibió el nombre de Argo. Su definición fue muy rápida, dada la capacitación de los equipos de trabajo del INTA y la industria. Constaría de dos motores: el primero de concepción clásica, que se designó como Deneb, con una masa de 2760 kg, un diámetro de 820 milímetros y una longitud de 5,2 metros; el segundo, con el nombre de Mizar, sería completamente espacial con cámara de fibra de carbono y tobera orientable, su masa sería de 690 kg, longitud 1,63 metros y diámetro 830 milímetros. Además, ambos deberían ser completamente nacionales. El lanzamiento se efectuaría por medio de un riel desde El Arenosillo. La masa total alcanzaría los 4.100 kg y la longitud 9,2 metros; se estimaba que podría llevar una carga útil de entre 150 y 300 kg.
El Argo serviría para poner a punto, no solo las tecnologías de propulsión, sino también las de aviónica, separación de etapas, motores de control de actitud, actuadores, estructuras, cofia, guiado, software, etc. La evolución futura prevista era que el motor Deneb evolucionase hacia la segunda etapa del Capricornio, y el Mizar, con cambios mínimos, fuese la tercera; una buena parte de los otros grandes subsistemas también pasarían casi íntegros.
De este demostrador se terminaron muchos elementos, y se probaron con éxito los motores, pero nunca llegó a volar.

### El segundoCapricornio
El programa Capricornio se retomó en 1996. Se continuaba con el Castor IVB como primera etapa y los antedichos Deneb y Mizar, debidamente modificados, como segunda y tercera etapas. En las negociaciones con la empresa Thiokol, fabricante del Castor IVB, se sugirió que, incrementando la masa de la segunda etapa se podría llegar a colocar una carga de casi 100 kg en órbita, lo cual haría que el Capricornio fuese un vehículo atractivo para el mercado norteamericano. Ello dio lugar al motor Deneb-T, cuya masa sería de unos 6000 kg. Este motor no podría ser cargado con el propulsante en España, debido a su masa, por lo que se estudiaron las posibilidades de hacerlo en Francia o en Estados Unidos, dejando la nacionalización completa para más adelante. El vehículo resultante tendría una masa de 18,5 toneladas y una longitud de 19,5 metros.
Los proyectos del Argo y del Capricornio avanzaron en conjunción, se contrataron dos motores Castor IVB, así como una gran parte de los subsistemas con la industria nacional y europea.

### Satélites
Como un posible primer satélite se consideró el Nanosat 01, desarrollado por el propio INTA, cuyo primer prototipo fue lanzado en un Ariane-5, como carga adicional, el 17 de diciembre de 2004, y el Nanosat 1B el 29 de julio de 2009, en un cohete Dnepr.

### Cancelación
Finalmente, el interés del INTA por este programa decayó, y se canceló de forma práctica a finales de 1998, aunque oficialmente lo fuese dos años más tarde.

### El cohete hoy
No existe ninguna maqueta del vehículo Capricornio. La que se muestra en el Museo del Aire y del Espacio se realizó expresamente para la celebración del cincuentenario del INTA, que se celebró en 1992.
Existen en los almacenes del INTA materiales de los motores Deneb y Mizar, así como otros elementos e instalaciones.

## Cohete Capricornio
El cohete Capricornio, que recibe el nombre del programa, era un cohete de tres etapas, con motores propulsores alimentados por combustible sólido, y con capacidad de inyectar un satélite de 50 kilogramos en órbita polar a 600 km de altura. Como parte de éste se desarrollaría un vehículo lanzador del mismo nombre.

### Datos técnicos
- Masa al despegue: 18 500 kg
- Longitud total: 19,52 m
- Diámetro principal: 1,02 m
- Capacidad orbital: 100 kg/600 km polar

### El cohete Capricornio en la cultura popular
El cohete es tema central de la novela Cazar al Capricornio de Francisco Castillo Arenas.